# Schøyen MS 2648
Die Handschrift Schøyen MS 2648 (Nr. 816 nach Rahlfs) sind sechs Blätter eines Papyruskodex von etwa 200/215 n. Chr. Sie enthalten den Text von Josua 9,27–11,3 in griechischer Sprache (Septuaginta). 
Die Blätter sind 20 × 11 cm groß und einspaltig in je 19 bis 25 Zeilen mit Alexandrinischen Majuskeln beschrieben. Sie waren wahrscheinlich Teil eines etwa 72 Blätter umfassenden Kodex des Buches Josua. Die Blätter sind die ältesten erhaltenen Zeugnisse dieser Textstellen in griechischer Sprache und repräsentieren eine ältere Textvariante vor der Hexapla des Origenes. Sie unterscheidet sich auch vom späteren masoretischen Text.
Die Handschrift entstand wahrscheinlich bei Oxyrhynchos. Sie wurde wahrscheinlich vom selben Schreiber wie Papyrus Schøyen 2649 geschrieben. Um 1930 wurden die Blätter in Alexandria von einem Sammler aus Zürich bei einem Antiquitätenhändler erworben. 1998 kaufte sie die Schøyen Collection in Oslo, Signatur MS 2648. Die Blätter befanden sich inmitten des Papyrus Schøyen 2650.

## Textedition
- Kristin de Troyer: 23. LXX, Joshua (MS 2648). In: Rosario Pintaudi (Hrsg.): Papyri Graecae Schøyen (PSchøyen I) (= Manuscripts in the Schøyen Collection. V: Greek papyri. Band I. / Papyrologica Florentina. Band 35). Edizioni Gonelli, Florenz 2005, ISBN 88-74-68026-0, S. 81–145, Tafeln XVI–XXVII.